# مؤشر (واجهة مستخدم)

Fasolllصورتان مشهورتان للمؤشر (مكبرتان)

في الحوسبة، المُؤشر (بالإنجليزية: Pointer)‏ ويعرف أيضا باسم مؤشر الفأرة، وهو رمز أو صورة على شاشة الحاسوب أو على جهاز عرض آخر، ويردد المؤشر حركات جهاز التأشير، الذي هو عامة فأرة أو لوحة اللمس أو قلم رقمي، كجزء أساسي من نمط التفاعل الحاسوبي المبني على النوافذ والأيقونات والقوائم والمؤشرات المعروف باسم WIMP. يشير المؤشر إلى النقطة حيث يحدث أفعال المستخدم. وقد يستعمل المؤشر كذلك في واجهة مستخدم نصية أو رسومية لاختيار ونقل العناصر. إلى جانب أنه يتميز عن المنزلقة الذي يتماثل مع مدخلات لوحة المفاتيح.
المؤشر بشكل عام يظهر في شكل السهم المزوي كون الشكل المثلث يظهر بصورة أوضح على الشاشات منخفضة الاستبانة، ولكن شكله قد يختلف من برنامج لآخر أو من نظام تشغيل لآخر. 